# Слейд
„Слейд“ (на английски: Slade) е британска рок група, създадена през 1966 година в Уулвърхямптън, графство Уест Мидландс, Централна Англия.
Квартетът се превръща в една от най-популярните и продаваеми рок групи във Великобритания през 1970-те и началото на 1980-те години. В този период музикантите имат 17 последователни песни, влезли в „Топ 20“ на страната.
Групата е известна и с преднамерено променения правопис на думите в заглавията на техните композиции. Незабравими химни и до днес остават песните: „Merry Xmas Everybody“ (1973), „Cum On Feel the Noize“ (1973), „Coz I Luv You“ (1971), „My Oh My“ (1983) и много други.
Продажбите на техни издания само за Обединеното кралство достигат 6 500 000 броя, като само от сингъла им „Merry Xmas Everybody“ се продават 1 000 000 бр.

## Дискография
Студийни албуми
- Beginnings (1969)
- Play It Loud (1970)
- Slayed? (1972)
- Old New Borrowed and Blue (1974)
- Slade in Flame (1974)
- Nobody's Fools (1976)
- Whatever Happened to Slade (1977)
- Return to Base.... (1979)
- We'll Bring the House Down (1981)
- Till Deaf Do Us Part (1982)
- The Amazing Kamikaze Syndrome (1983)
- Rogues Gallery (1985)
- Crackers - The Christmas Party Album (1985)
- You Boyz Make Big Noize (1987)